# Ленинградско-Новгородска операция
Ленинградско-Новгородската операция от 14 януари до 1 март 1944 година е военна операция в района на градовете Ленинград и Новгород на Източния фронт на Втората световна война.
Тя започва с масирано настъпление на войските на Съветския съюз срещу силите на Германия в района на Ленинград. Възползвайки се от значителното си числено превъзходство в хора и техника, съветските войски отблъскват противника на запад и прекратяват продължилата две години и половина Блокада на Ленинград.